# 亚历山德拉·维克托罗夫娜·波塔宁娜

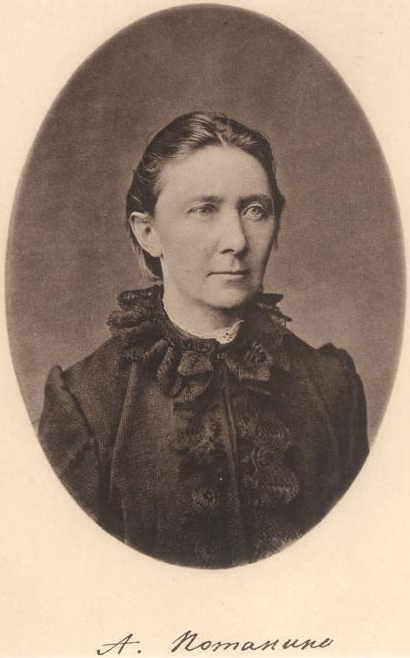

亚历山德拉·維克托羅夫娜·波塔尼娜（Александра Викторовна Потанина；1843年1月25日—1893年9月19日），一名俄国女探险家，后嫁给了格里戈里·波塔宁。
金星上一撞击坑就是以她的名字命名的。